# Charlie Taylor (football)
Charles James « Charlie » Taylor, né le 18 septembre 1993 à York, est un footballeur anglais qui évolue au poste d'arrière gauche ou milieu gauche au Southampton FC.

## Biographie
Formé à Leeds United, il dispute son premier match professionnel le 9 août 2011, lors d'un match de la Coupe de la Ligue contre le club de Bradford City. 
Le 6 juillet 2017, Taylor s'engage pour trois ans avec le Burnley FC.

## Palmarès
- Champion d'Angleterre de D2 avec Burnley en 2023.

- Vainqueur des barrages de promotion en League One avec Fleetwood Town en 2014.